# Emil de Martini
Emil de Martini, Pseudonyme Erich Marten und Karl Stiller (* 13. März 1902 in Johanngeorgenstadt; † 20. April 1969 in Nürnberg), war ein deutscher Journalist und Schriftsteller, der Widerstand gegen den Nationalsozialismus leistete und in das KZ Auschwitz eingewiesen wurde.

## Leben
Martini absolvierte die Staatsgewerbeschule in Asch und betätigte sich danach als Journalist und Schriftsteller. Bis 1933 war er u. a. beim Berliner Ullstein Verlag beschäftigt. Er trat der SPD bei. Er emigrierte zur Zeit des Nationalsozialismus 1937 in die Tschechoslowakei. Im Mai 1940 wurde er in Königshütte wegen illegaler politischer Tätigkeit festgenommen und im Gestapogefängnis Montelupich inhaftiert. Von dort wurde er als politischer Häftling nach Auschwitz überstellt, wo er am 18. Juli 1940 ankam und als politischer Häftling mit der Nummer 1402 in das Stammlager eingewiesen wurde. Zunächst musste er Zwangsarbeit im Bauhofkommando und anderen Arbeitskommandos verrichten, bis er im Sommer 1942 im Krankenbau des Stammlagers als Häftlingsschreiber beziehungsweise dort im Herbst 1942 schließlich als Blockältester eingesetzt wurde. Im Februar 1943 folgte seine Entlassung und Einziehung zur Wehrmacht, wo er im Reichsgebiet eingesetzt war.
Nach Kriegsende war er wieder als Schriftsteller tätig, betätigte sich als Mitarbeiter der Filmwoche und saß 1951/52 der Deutschen Arbeitsgemeinschaft Schmalfilm vor. Pseudonyme, unter denen er publizierte, waren Erich Marten und Karl Stiller. Martini veröffentlichte 1948 seinen Erlebnisbericht Vier Millionen Tote klagen an ...! Erlebnisse im Todeslager Auschwitz und sagte 1964 als Zeuge im ersten Frankfurter Auschwitzprozess aus.

## Ehrungen
- Kulturpreis der Stadt Karlsbad (1925)[3]

## Schriften
- Hochstapler: Kriminal-Roman, Leipziger Graph. Werke A. G., Leipzig 1921
- Herzensgluten: Orig. Roman, O. Wessel, Lübeck 1922
- Der alte Fluch: Roman, Verlagshaus f. Volksliteratur u. Kunst, Berlin 1928
- Vier Millionen Tote klagen an ...! Erlebnisse im Todeslager Auschwitz, Weber, München-Obermenzing 1948 Digitalisat